# Barbara Guest
Barbara Guest, född som Barbara Ann Pinson den 6 september 1920 i Wilmington, North Carolina, USA, död den 15 februari 2006 i Berkeley, Kalifornien, var en amerikansk poet. Genom New York-skolans första generation blev hon berömd. Under sextio års författarskap skrev hon 15 diktsamlingar. 
1999 fick hon Robert Frost Medal för hennes livsgärning av Poetry Society of America. Utöver poesi skrev hon även konstkritik, essäer och pjäser. Hennes kollage förekommer på flera av hennes diktsamlingars omslag. Hennes biografi om Hilda Doolittle (H. D.) från 1984 har också gett henne uppmärksamhet.